# Morgan-verébsármány
A Morgan-verébsármány (Zonotrichia capensis) a madarak osztályának verébalakúak (Passeriformes) rendjébe és a verébsármányfélék (Passerellidae) családjába tartozó faj.

## Rendszerezése
A fajt Philipp Ludwig Statius Müller német zoológus írta le 1776-ban, a Fringilla nembe Fringilla capensis néven.

## Alfajai
- Zonotrichia capensis antillarum (Riley, 1916)
- Zonotrichia capensis antofagastae Chapman, 1940
- Zonotrichia capensis arenalensis Nores, 1986
- Zonotrichia capensis australis (Latham, 1790)
- Zonotrichia capensis bonnetiana F. G. Stiles, 1995
- Zonotrichia capensis capensis (Statius Muller, 1776)
- Zonotrichia capensis carabayae Chapman, 1940
- Zonotrichia capensis chilensis (Meyen, 1834)
- Zonotrichia capensis choraules (Wetmore & J. L. Peters, 1922)
- Zonotrichia capensis costaricensis Allen, 1891
- Zonotrichia capensis huancabambae Chapman, 1940
- Zonotrichia capensis hypoleuca (Todd, 1915)
- Zonotrichia capensis illescasensis Koepcke, 1963
- Zonotrichia capensis inaccessibilis Phelps & Phelps, 1955
- Zonotrichia capensis insularis (Ridgway, 1898)
- Zonotrichia capensis macconelli Sharpe, 1900
- Zonotrichia capensis markli Koepcke, 1971
- Zonotrichia capensis matutina (Lichtenstein, 1823)
- Zonotrichia capensis novaesi Oren, 1985
- Zonotrichia capensis perezchinchillorum W. H. Phelps Jr & Aveledo, 1984
- Zonotrichia capensis peruviensis (Lesson, 1834)
- Zonotrichia capensis pulacayensis (Menegaux, 1908)
- Zonotrichia capensis roraimae (Chapman, 1929)
- Zonotrichia capensis sanborni Hellmayr, 1932
- Zonotrichia capensis septentrionalis Griscom, 1930
- Zonotrichia capensis subtorquata Swainson, 1837
- Zonotrichia capensis tocantinsi Chapman, 1940
- Zonotrichia capensis venezuelae Chapman, 1939[2]

## Előfordulása
Mexikó déli részén, a Dominikai Köztársaság, Haiti, Aruba, Bonaire, Curaçao, Guatemala, Costa Rica, Honduras, Panama, Salvador, Argentína, Bolívia, Brazília, Chile, Kolumbia, Ecuador, Francia Guyana, Guyana,  Paraguay, Peru, Suriname, Uruguay és Venezuela területén honos. Kóborlásai során eljut a Falkland-szigetekre is.
Természetes élőhelyei a szubtrópusi vagy trópusi gyepek, szavannák és cserjések, valamint másodlagos erdők, legelők, szántóföldek, vidéki kertek és városi régiók. Vonuló faj.

## Megjelenése
Testhossza 17 centiméter, testtömege 20-25 gramm.
|  |

## Természetvédelmi helyzete
Az elterjedési területe rendkívül nagy, egyedszáma pedig növekszik. A Természetvédelmi Világszövetség Vörös listáján nem fenyegetett fajként szerepel.